# Carlowrightia albiflora
Carlowrightia albiflora är en akantusväxtart som beskrevs av T.F. Daniel. Carlowrightia albiflora ingår i släktet Carlowrightia och familjen akantusväxter. Inga underarter finns listade i Catalogue of Life.